# Mount Vernon, Illinois
Mount Vernon är en stad (city) i Jefferson County, i delstaten Illinois, USA. Enligt United States Census Bureau har staden en folkmängd på 15 236 invånare (2011) och en landarea på 33,9 km². Mount Vernon är huvudort i Jefferson County.